# 柴崎 (調布市)
柴崎（しばさき）は、東京都調布市の町名。

現行行政地名は柴崎一丁目から柴崎二丁目。郵便番号は182-0014。

## 地理
調布市の中央部に存在。
東から時計回りに、調布市西つつじケ丘、調布市菊野台、調布市国領町、調布市八雲台、調布市佐須町、調布市深大寺南町、調布市深大寺東町、三鷹市中原、に隣接する。
街区南側境界に、野川と甲州街道が存在する。

### 河川
- 野川

## 交通

### 鉄道
| 隣接の街区の駅         |
| ---------------------- |
| 京王線 - 柴崎駅(KO 16) |

※最寄駅は京王線柴崎駅であるが、駅所在地は隣接する菊野台となっている。

### 道路
- 甲州街道(国道20号)
- 佐須街道
- 神代植物公園通り
- 上の原通り
- 原山通り

## 施設

### 柴崎一丁目
- 光照寺_(調布市)

### 柴崎二丁目
- 調布府立柴崎公園
- 調布府立上の原公園
- 調布市立上ノ原小学校
- 稲荷神社_(調布市柴崎)